# Шамблі (Квебек)
Шамблі́ (фр. Chambly) - місто у провінції Квебек (Канада), у регіоні Монтережі , розташоване на березі річки Рішельйо.
Місто приваблює відвідувачів завдяки старовинному фортові Шамблі.
Воно також відоме знаменитою пивоварнею Юнібру (фр. Unibroue), продукція якої є популярною по цілому Квебеку та поза його межами.
Назва форту, району і, пізніше, міста походить від Жака Шамблі (фр. Jacques Chambly, 1640?-1687), офіцера французького війська часів Нової Франції, якому, у нагороду за службу, подарували землі у цьому районі і який став його першим сеньйором.

## Історія
Форт Шамблі було засновано у 1665, за наказом короля Людовика XIV. Це був один з низки фортів, що тягнулися аж до озера Шамплен і мали захистити Нову Францію від англійців і союзних їм індіанців.
Під час Семирічної війни фортецю (як і решту тодішньої Канади) було зайнято англійцями.
Під час Англо-американської війни 1812-1815 фортецю захопили американці. Її звільнили канадці під проводом Шарль-Мішеля де Салаберрі (фр. Charles-Michel de Salaberry).
Містечко, як таке, було офіційно засноване у 1849 році.